# جاي مو
جاي مو (بالإنجليزية: Jay Mo)‏ هو موسيقي بريطاني، ولد في 25 مايو 1989 في لندن في المملكة المتحدة.